# Christian Deubler
Christian Jacob Deubler (* 6. Dezember 1880 in Bad Mergentheim; † 11. Juli 1963 in St. Louis, Missouri) war ein US-amerikanisch-deutscher Kunstturner.

## Biografie
Christian Deubler, der in den Vereinigten Staaten lebte, nahm an den Olympischen Sommerspielen 1904 in St. Louis teil. Da er für den South St. Louis Turnverein am Start ging, wurden seine Resultate vom IOC den Vereinigten Staaten angerechnet, obwohl er 1904 noch keine US-amerikanische Staatsbürgerschaft besaß. Im Mannschaftsmehrkampf trat er für den South St. Louis Turnverein an, wo er den fünften Rang belegte. Des Weiteren startete Deubler in drei Einzelwettkämpfen. 1910 erhielt er die US-amerikanische Staatsbürgerschaft.